# Musca peragro
Musca peragro är en tvåvingeart som först beskrevs av Harris 1780.  Musca peragro ingår i släktet Musca och familjen skridflugor. Inga underarter finns listade i Catalogue of Life.